# Bandera de Guanajuato
La Bandera del Estado de Guanajuato consiste en un rectángulo de color blanco con un marco de oro y al centro tiene el Escudo de Guanajuato con un diámetro de tres cuartas partes del ancho. La proporción entre anchura y longitud de la Bandera es de cuatro a siete. Lleva un lazo o corbata color oro, al pie de la moharra. Es, junto con el himno y el escudo, uno de los tres símbolos oficiales del estado.
El día 20 de diciembre de 2023 se estableció la primera bandera oficial del estado, para celebrar los 200 años de la creación del estado de Guanajuato. El congreso del estado asignó que el 20 de diciembre fuera el Día de la Bandera del Estado de Guanajuato. En esta fecha, las autoridades realizan las jornadas cívicas en conmemoración, respeto y exaltación de la bandera estatal.

## Descripción

### Significado
El significado de los colores de la bandera estatal son los siguientes:
- Blanco: La libertad, la paz y la armonía.
- Oro: La riqueza minera de la región.

### Colores
Las tonalidades oficiales exactas sugieren usar las siguientes de acuerdo al sistema Pantone. Se proporcionan equivalencias aproximadas en otros sistemas de color.
| Sistema de color | Blanco | Blanco      | Oro | Oro       |
| ---------------- | ------ | ----------- | --- | --------- |
| Pantone          |        | Safe        |     | Safe      |
| RGB              |        | 255-255-255 |     | 255-255-0 |
| CMYK             |        | 0-0-0-0-0   |     | 0-0-0-0-0 |
| RGB Hex.         |        | FFFFFF      |     | EABE3F    |

### Escudo

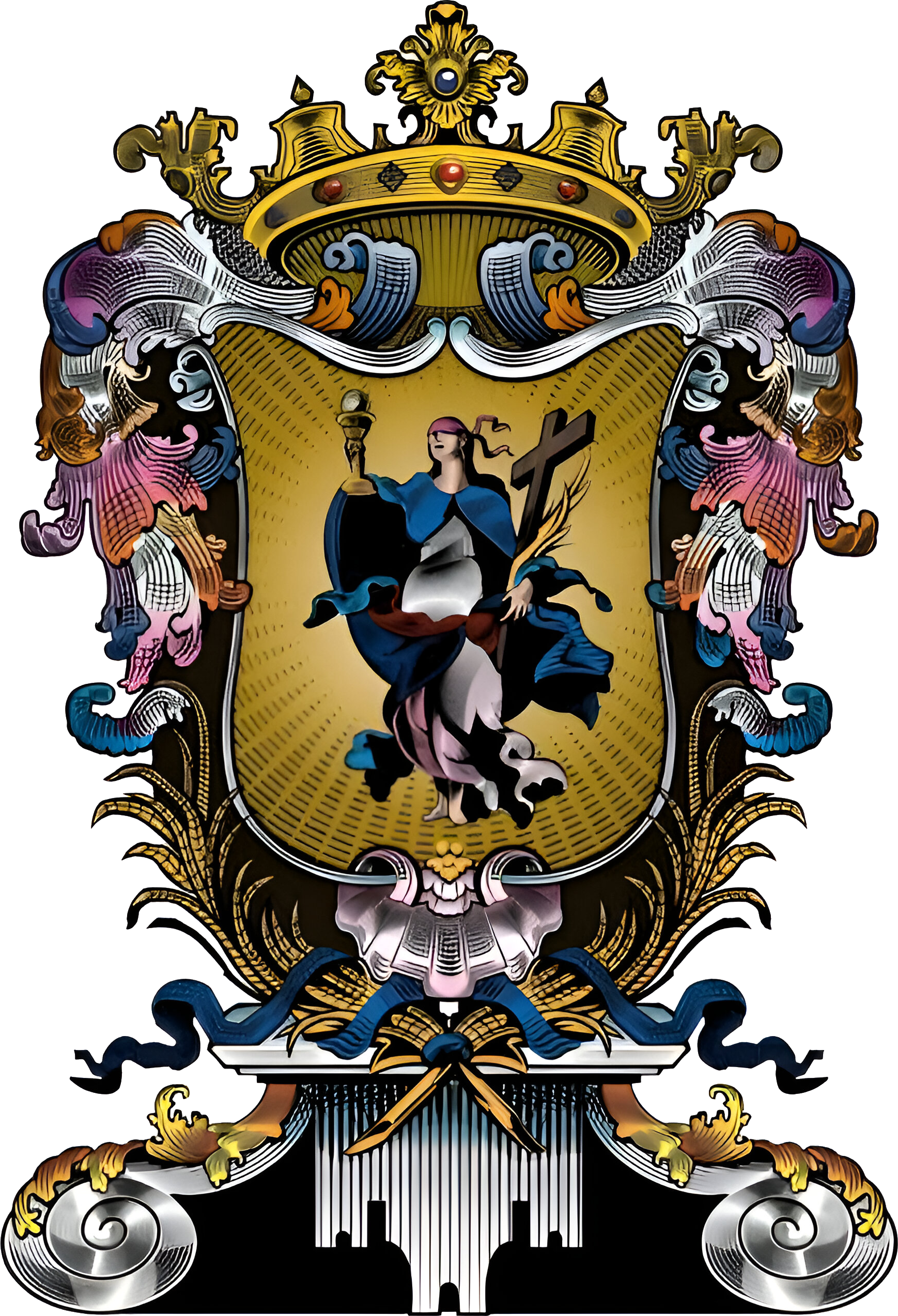
Escudo de armas del Estado de Guanajuato se basa en el escudo de armas de la ciudad de Guanajuato.

El escudo que se encuentra al centro de la bandera, consiste en una placa de oro y en el centro de éste se dibuja la imagen de la Santa Fe, nombre de la ciudad granadina, que está representada como una mujer vendada de los ojos, sosteniendo con la mano diestra un cáliz y una hostia y con la siniestra una cruz latina y una rama de palma. 
En la base se encuentra la forma de una concha que se halla sostenida por dos ramas de laurel, que se enlazan por un hiladillo azul, éstas a su vez se encuentran apoyadas sobre una base de mármol, que a la vez está adornada con oro. En la parte superior del escudo se encuentra la corona real de Castilla, en su variante abierta o de infante, que se soporta por hojas de acanto.

El blasón del escudo raso es el siguiente:
De oro, una mujer de plata vendada de los ojos de lo mismo que representa a la iglesia católica, ella está cabellada de sable y vestida de azur y gules, sosteniendo y levantando en su mano diestra un cáliz de oro sumado de una hostia de plata y con la siniestra una cruz latina de plata y una rama de palma de sinople.

## Historia

Bandera del Virreinato de la Nueva España.

El antecedente más antiguo que se registra como símbolo de inspiración para la bandera del estado de Guanajuato, es el pendón de la Real Audiencia del Virreinato de la Nueva España, el cual se muestra como un campo blanco con un borde en oro, la cruz de Borgoña al centro.

Primer pendón estatal, en 1996. Se le da la autoría a Vicente Fox Quesada.

En tiempos modernos, a fin de tener una bandera, apareció un primer pendón verde con una franja azul en la parte inferior, se le atribuye el diseño al gobierno estatal de Vicente Fox Quesada, en el año de 1996. Continuó evaluándose y discutiéndose, pero nunca tuvo una legislación oficial, al terminar el mandato del gobernador, la bandera gubernamental dejó de tener uso y vigencia entre los guanajuatenses.
La primera bandera del estado fue un pendón blanco con el escudo del estado, no tuvo reconocimiento oficial por el congreso del estado pero fue usado como emblema estatal en cualquier ceremonia oficial. En el centro del escudo del estado está la representación de la Santa Fe, que simboliza a la iglesia católica y el poder de Dios.
Finalmente el Estado de Guanajuato tuvo una bandera estatal oficial, ésta fue promulgada el 20 de diciembre de 2023, con motivo del bicentenario de la creación del estado. La bandera consta de un lienzo blanco con el escudo del estado al centro y bordeado por un marco de oro.
| Evolución de la Bandera de Guanajuato |                 | |
| Años                                  | Bandera Estatal | Información relevante |
| 1998 a 2023                           |                 | (2:3) La primera bandera estatal surge como tal, en el año de 1999, es una bandera blanca con el escudo del estado, mismo emblema utilizado por otras entidades federativas, pero sin ninguna legislación oficial. |
| 2023 a la fecha                       |                 | (4:7) Se establece la segunda bandera estatal, con reconocimiento legal a partir del 20 de diciembre de 2023, es una bandera blanca con el escudo del estado y un marco de oro.                                    |

## Protocolo

### Honores
En las festividades cívicas o ceremonias oficiales en que esté presente la Bandera, deberán rendírsele los honores que, cuando menos, consistirán en el saludo civil simultáneo de todos los presentes. El saludo a la Bandera se hará en posición de firme, con la cabeza descubierta.

### Izamiento
En los edificios sede de las autoridades e instituciones educativas y en las plazas públicas que las propias autoridades determinen deberá izarse la Bandera en las fechas establecidas en el Reglamento de la Ley del Escudo, la Bandera y el Himno del Estado de Guanajuato.

### Saludo a la Bandera
La Bandera no se colocará en posición inclinada o de saludo a persona o símbolo alguno, salvo mediante ligera inclinación y sin tocar el suelo a:
1. La Bandera Nacional, otra bandera estatal, o una bandera extranjera; y
2. Los restos o símbolos de los héroes de la Patria o del Estado.

## Banderas similares
<gallery>
Archivo:Guidon of the Battalion Veteranos de Castro.svg|Bandera del Batallón Veteranos de Castro (España)
Archivo:Flag of San Francisco, California.svg|Bandera de San Francisco (Estados Unidos)
Archivo:Flag of Tarpa.svg|Bandera de Tarpa (Hungría)